# محمد سعید فوفانا
محمد سعید فوفانا (انگلیسی: Mohamed Said Fofana؛ زادهٔ ۱۹۵۲) یک سیاست‌مدار اهل گینه است.